# ピナル郡
ピナル郡（英: Pinal County）は、アメリカ合衆国アリゾナ州中部に位置する郡である。人口は42万5264人（2020年）。郡庁所在地はフローレンスである。
フェニックス都市圏が南方に拡大してきたことでピナル郡北部は都市化が進行している。マリコパやカサグランデ、アパッチジャンクションなどの都市やCDPでは人口増加が加速している。住宅開発はフェニックスから南方に、またツーソンから北方に拡大してピナル郡を飲み込む可能性がある。
ピナル郡内にはトホノ・オ＝オダム・ネーション、ヒラ川インディアン・コミュニティ、およびサンカルロス・アパッチインディアン居留地の一部があり、またアク・チン・インディアン・コミュニティの全部が入っている。
ピナル郡はサンシャイン・レビューから透明度評価で"A-"とされてサニー賞を獲得した。この評価は以下に多くの公的情報が郡のウェブサイトで公開されているかを査定するものである。

## 歴史
ピナル郡は1875年2月1日に、隣接するマリコパ郡とピマ郡の一部を合わせて設立された。アリゾナ州では人口で第3位の郡であり、アメリカ合衆国では最大級に人口成長の高い郡である。ピナル郡では2008年の選挙まで郡全体にわたる公職（監査役、保安官、検事、記録官、財務官、課税査定官、教育長、および上位裁判所事務官）に共和党員を選んだことがなかった。2008年の選挙では保安官に共和党員のポール・バボー、監査役に同じくブライアン・マーティンが選ばれて、この伝統が崩れた。続く2010年の選挙でも共和党員のチャド・ロッシュが上位裁判所事務官に選出された。2012年に予定される選挙では、ピナル郡の人口が増えたためにさらに2人の監査役が追加されるので、ピナル郡の政治に重大な変化がもたらされる可能性がある。

## 地理
アメリカ合衆国国勢調査局に拠れば、郡域全面積は5,374.09平方マイル (13,918.8 km2)であり、このうち陸地は5,369.59平方マイル (13,907.2 km2)、水域は4.50平方マイル (11.7 km2)で水域率は0.08%である。

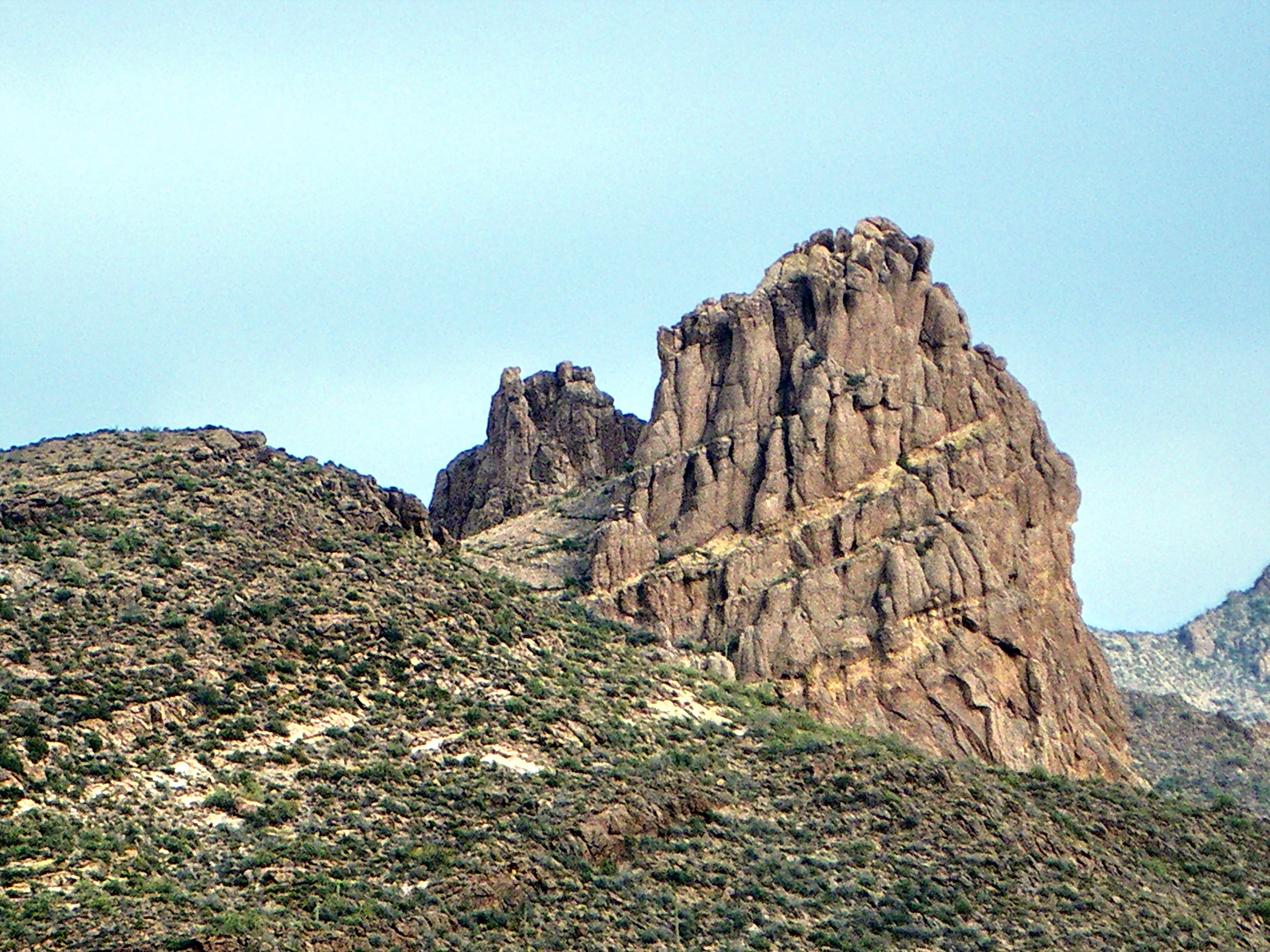
ブラフスプリングス・トレイルからのマイナーズニードルの眺め

### 山脈
- ウォーターマン山脈

### 主要高規格道路
- 州間高速道路8号線
- 州間高速道路10号線
- アメリカ国道60号線
- アリゾナ州道77号線
- アリゾナ州道79号線
- アリゾナ州道84号線
- アリゾナ州道87号線
- アリゾナ州道177号線
- アリゾナ州道287号線
- アリゾナ州道347号線
- アリゾナ州道387号線
- アリゾナ州道587号線

### 隣接する郡
- マリコパ郡 - 西、北
- ヒラ郡 - 北
- グレアム郡 - 東
- ピマ郡 - 南

### 国立保護地域
- カサグランデ史跡国立保護区
- コロナド国立の森（部分）
- ホホカム・ピマ国立保護区
- アイアンウッド森林国立保護区（部分）
- ソノラ砂漠国立保護区（部分）
- トント国立の森（部分）

## 人口動態
以下は2000年国勢調査による人口統計データである。
| 基礎データ - 人口: 179,727人 - 世帯数: 61,364 世帯 - 家族数: 45,225 家族 - 人口密度: 13人/km2（34人/mi2） - 住居数: 81,154 軒 - 住居密度: 6軒/km2（15/mi2） 人種別人口構成 - 白人: 70.42% - アフリカン・アメリカン: 2.76% - ネイティブ・アメリカン: 7.81% - アジア人: 0.60% - 太平洋諸島系: 0.08% - その他の人種: 15.66% - 混血: 2.67% - ヒスパニック・ラテン系: 29.86% - 家庭でスペイン語を話す人口：21.86% - 家庭でオ＝オダム語を話す人口：1.44% - 家庭でアパッチ語を話す人口：0.02% 年齢別人口構成 - 18歳未満: 25.1% - 18-24歳: 8.7% - 25-44歳: 27.3% - 45-64歳: 22.7% - 65歳以上: 16.2% - 年齢の中央値: 37歳 - 性比（女性100人あたり男性の人口） - 総人口: 114.2 - 18歳以上: 117.0 | 世帯と家族（対世帯数） - 18歳未満の子供がいる: 29.8% - 結婚・同居している夫婦: 56.9% - 未婚・離婚・死別女性が世帯主: 11.5% - 非家族世帯: 26.3% - 単身世帯: 21.1% - 65歳以上の老人1人暮らし: 9.2% - 平均構成人数 - 世帯: 2.68人 - 家族: 3.09人 収入と家計 - 収入の中央値 - 世帯: 35,856米ドル - 家族: 39,548米ドル - 性別 - 男性: 31,544米ドル - 女性: 23,726米ドル - 人口1人あたり収入: 16,025米ドル - 貧困線以下 - 対人口: 16.9% - 対家族数: 12.1% - 18歳未満: 25.5% - 65歳以上: 8.7% |

## 経済
アメリカ合衆国では最大級のポットベリー豚保護区であるアイアンウッド豚保護区が郡内のマラナにある。
2010年時点でアメリカ矯正会社が運営するサワロ矯正センターがピナル郡のイーロイ市にあり、ハワイ州出身の男性囚人の大半を収容している。

## 都市と町

ピナル郡の編入済み領域（灰色）と未編入領域、およびインディアン居留地（灰色線）

### 都市
- マリコパ
- カサグランデ
- アパッチジャンクション（大部分）
- クーリッジ
- イーロイ

### 町
- フローレンス（郡庁所在地）
- クィーンクリーク（小部分）
- マラナ（小部分）
- カーニー
- マンモス
- スーピアリア
- ヘイデン（一部はヒラ郡に跨っている）
- ウィンケルマン（一部はヒラ郡に跨っている）

### 国勢調査指定地域
- サンタンバレー
- アク・チン・ビレッジ
- アリゾナシティ
- ブラックウォーター
- チュイチュ
- ダドリービル
- ゴールドキャンプ
- オラクル
- クィーンバレー

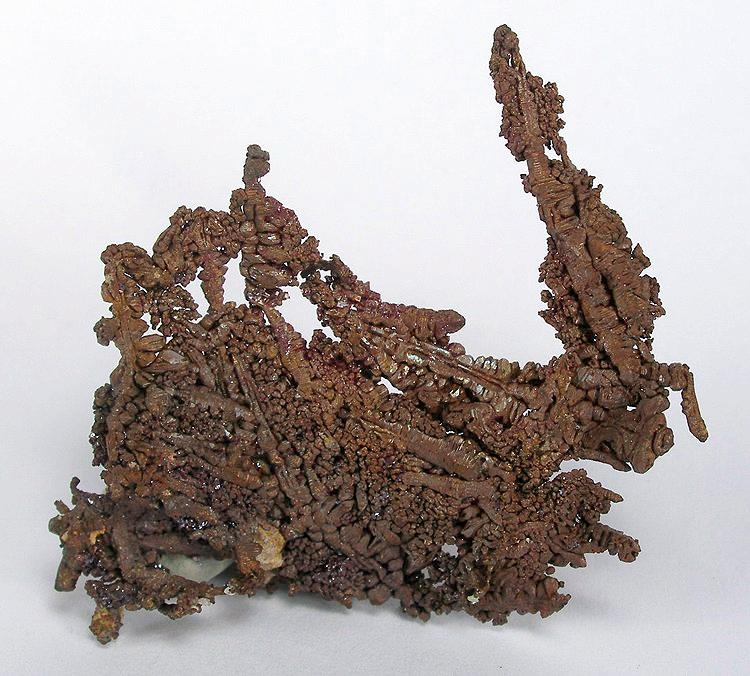
赤銅鉱の付いた自然銅、カーニーに近いレイ鉱山から産出

- サカトン（ヒラ川インディアン・コミュニティの首都）
- サンマヌエル
- サンタン
- スタンフィールド
- トップ・オブ・ザ・ワールド

### その他の町
- コクラン
- ランドルフ
- レイ
- レイマート